# 律政司
在大多數普通法國家和區域，（或），或譯總檢察長（或檢察總長）、司法部長（或律政部長、總法務司、法務總長）等，是政府的主要法律顧問。
一部分司法轄區的律政司兼管執法、檢察或者所有法律事務。某一律政司實際為政府提供多少法律諮詢因地而異，甚至在同一轄區内歷任者中因人而異，取決於任職之前的法律經驗程度和類別。
作爲部長掌管所有法律事務的律政司職務實際大約等同其他國家的司法部長，這一類例子包括美國和澳大利亚的聯邦政府（因此中文常稱爲“美國司法部長”及「澳洲律政部長」），以及兩國的州級律政司。
設有分別的司法部長職位和律政司職位的普通法系國家包括英國（分別為英國司法大臣兼大法官以及英格蘭及威爾斯檢察總長、蘇格蘭檢察總長、北愛爾蘭律政司）和新加坡（中文分別稱爲“司法部長”、“總檢察長”）。加拿大雖然分設司法部長和总检察长兩個頭銜，但同爲一人擔任（加拿大司法部長暨檢察總長）。
“Attorney General”一詞原意為「總受權人」，即獲得廣泛授權代表授權人處理所有事務。在普通法傳統中，任何獲授權代表國家的人（尤其在刑事檢控中）都是官方的「受權人」。雖然政府可能指定某個官員擔任常任的「總受權人」，所有受普遍委托的代表人（即使衹有在某一案件中有效）都可以稱爲“Attorney General”。但是，現代在大多數司法轄區，這一頭銜一般僅用於國家、君主或其他皇室成員委任的全權受托代表人。
民法系司法轄區有時也有類似的職位，可以稱爲「檢察總長」（public prosecutor general，procurator general，procurator）、「佐審官」（advocate general）、「公共代理人」（public attorney）等。一部分民法系國家在英譯時也將這類職位譯為“Attorney General”，但由於歷史淵源不同，這類官職與普通法系的律政司在性質上常有不同。

## 海洋法系地区各地律政司列表
- 香港特別行政區律政司司長（Secretary for Justice）
- 英格蘭及威爾斯檢察總長（Attorney General for England and Wales）
- 蘇格蘭檢察總長（Lord Advocate）
- 北愛爾蘭律政司（Attorney General for Northern Ireland）
- 美國司法部長（United States Attorney General）
  - 加利福尼亞州州檢察長（Attorney General of California）
  - 密芝根州州檢察長（Michigan Attorney General）
  - 紐約州州檢察長（Attorney General of New York）
  - 德薩斯州州檢察長（Texas Attorney General）
  - 華盛頓州州檢察長（Attorney General of Washington）
- 澳洲律政部長（Attorney-General of Australia）[5]
  - 澳洲首都領地律政司（Attorney-General of the Australian Capital Territory）
  - 新南威爾士州律政司（Attorney-General of New South Wales）
  - 北領地律政司（Attorney-General of the Northern Territory）
  - 昆士蘭州律政司（Attorney-General of Queensland）
  - 南澳州律政司（Attorney-General of South Australia）
  - 塔斯曼尼亞州律政司（Attorney-General of Tasmania）
  - 維多利亞州律政司（Attorney-General of Victoria）
  - 西澳州律政司（Attorney-General of Western Australia）
- 安圭拉律政司（Attorney General of Anguilla）
- 巴巴多斯律政司（Attorney-General of Barbados）
- 直布羅陀律政司（Attorney General of Gibraltar）
- 蒙特塞拉特島律政司（Attorney General of Montserrat）
- 加拿大司法部長暨檢察總長（Minister of Justice and Attorney General of Canada）[6]
  - 亞伯達省司法暨法務廳長（Minister of Justice and Solicitor General of Albert）
  - 安大略省律政廳長（Attorney General of Ontario）
  - 卑詩省律政廳長（Attorney General of British Columbia）
  - 紐賓士域省律政司（Attorney General of New Brunswick）
  - 魁北克省司法廳長（Minister of Justice of Quebec）
- 岡比亞司法部長暨檢察總長（Minister of Justice and Attorney General of the Gambia）